# Radoslav Katičić
Radoslav Katičić (Zágráb, 1930. július 3. – Bécs, 2019. augusztus 10.), horvát nyelvész, klasszika-filológus, irodalomtörténész, a humán tudományok egyik legjelentősebb horvát tudósa.

## Élete
Radoslav Katičić 1930-ban született Zágrábban. A zágrábi Klasszikus Gimnáziumba járt, ahol 1949-ben érettségizett. Ezután beiratkozott a Zágrábi Egyetem Filozófiai Karára és 1954-ben a klasszika-filológia szakon szerzett diplomát, majd ugyanezen a karon 1959-ben szerzett doktori fokozatot a „Pitanje jedinstva indoeuropske glagolske fleksije” (Az indoeurópai verbális ragozás egységének kérdése) című disszertációjával. 1956-57-ben Athénban, majd a Humboldt Alapítvány keretében 1960-61-ben Tübingenben és 1968-69-ben Bonnban tanult. Első műveit a görög filológiából írta. 1958-tól az Indoeurópai Összehasonlító Nyelvtan Tanszék Filozófiai Karának asszisztense, 1961-ben adjunktus, 1966-ban egyetemi docens, 1972-ben egyetemi tanár. A Zágrábi Egyetem Filozófiai Kara Általános Nyelvészeti és Indológiai Tanszékének alapítója. 1961-től 1977-ig az újonnan megalakult Általános Nyelvtudományi és Orientalisztikai Tanszék vezetője. 1967-ben egyike volt a „Nyilatkozat a horvát irodalmi nyelv nevéről és helyzetéről” szerzőinek. 1977-től nyugdíjba vonulásáig a Bécsi Egyetem szláv filológia professzora volt. 1978-tól 1987-ig a Bécsi Szlavisztikai Intézet vezetője volt, 1998-tól pedig a Bécsi Egyetem professor emeritusa.
Tagja volt a Horvát Tudományos és Művészeti Akadémiának (1973-tól levelező, 1986-tól rendes tag), az Osztrák Tudományos Akadémiának (1981-től levelező, 1989-től rendes tag, és 1989-től az akadémia Balkán Bizottságának elnöke is), a Bosznia-Hercegovinai Tudományos és Művészeti Akadémiának, Norvég Akadémiának, az Academia Europaeanak, valamint az Accademia dei Linceinak (Olaszország) és a Koszovói Tudományos és Művészeti Akadémiának. Radoslav Katičić 2019. augusztus 10-én halt meg 89 éves korában. 2019. augusztus 29-én temették el a zágrábi Mirogoj temetőben.

## Tudományos munkássága
Munkássága nagyjából öt területre osztható: Az általános nyelvészet területén olyan nyelvészeti megközelítéseket dolgozott ki, mint a strukturális nyelvészet és a transzformációs nyelvtan. Katičić és Bulcsú László már 1956-ban elkezdték terjeszteni a strukturalizmusról és a legmodernebb nyelvészeti elméletekről szóló ismereteket a Zágrábi Nyelvtudományi Körben. Az irodalomtudomány területén az európai és nem európai irodalomban a kihalt nyelvek (ógörög, bizánci, indiai) területi nyelvészete. Nyelvtörténeti munkáiban a horvát műveltség és nyelvi kifejezés folytonosságát kutatta a latin és egyházi szláv nyelvű kezdetektől olyan reneszánsz és barokk írók munkáin keresztül, mint Marin Držić vagy Bartol Kašić, egészen a modern standard nyelvig. Nagyobb, szintetikus művekben foglalkozott a horvát civilizáció folytonosságával (Litterarium studia, Na kroatističkim raskrižjima). Végül az ötödik terület a protoszláv szakrális költészet és a kereszténység előtti szláv hitvilág rekonstrukciója.
Radoslav Katičić azon horvát nyelvészek hármasához tartozik (Dalibor Brozović és Stjepan Babić mellett), akik a modern nyelvi ismeretek hatására szétoszlatták a horvát nyelv történelmi változásairól kialakult képet, amelyet az ún. „horvát farkasok” (Tomislav Maretić és Milan Rešetar) alakítottak ki, és új nyelvtörténeti térképet vázoltak fel, végül pedig formálisan is kodifikálták a horvát standard nyelvet azáltal, hogy bedolgozták azt a teljes horvát irodalmi és írott örökséget, amelyet Marin Držićtől Miroslav Krležáig a nyelvészek unitárius áramlata elutasított.
Katičić a szlavisztika nemzetközi viszonylatban is a legelismertebb horvát szakértője volt. Nagyszerű tudományos munkáival és munkásságával hozzájárult a horvát nyelvtudomány hírnevének mencsak Ausztriában, hanem egész Európában, sőt a világban való gyarapításához oly módon, hogy népszerűsítette a horvát kultúrát, a horvát irodalmat és az összehasonlító horvát tanulmányokat. Emellett kiemelt figyelmet fordított a burgenlandi horvátokkal való együttműködésre. Hozzájárult ahhoz, hogy a gradišćei horvátok megismerkedjenek kulturális identitásuk tágabb területeivel, és Horvátország egészén belül megtapasztalják horvátságukat. A velük való munka során Katičić sokat foglalkozott a gradišćei horvátok nyelvével és mindennel, beleértve a vele kapcsolatos kételyeket. Mindezt a nemzetközi szlavisztika köreiben a német nyelvet beszélőknek mutatta be. 1982-ben a Bécsi Egyetem Szláv Intézetében megalapította a burgenlandi-horvát lektorátust. Mindezért a munkájáért 1998-ban INA-díjat kapott. A horvát alapnyelvi normák tanácsának elnöke volt. Tizenöt könyv, valamint négyszáz vitairat, cikk, ismertető, könyvismertetés és egyéb hozzászólás szerzője volt.

## Fő művei
- Osnovni pojmovi suvremene lingvističke teorije, (Zagreb, 1967.)
- A Contribution to the General Theory of Comparative Linguistics, (Haag-Paris, 1970.)
- Jezikoslovni ogledi, (Zagreb, 1971.)
- Stara indijska književnost, (Zagreb, 1973.)
- Članak: Liburnski otoci kod antičkih pisaca, Zbornik: Zadarsko otočje, povremena izdanja Narodnoga muzeja u Zadru, svezak 1, Zadar, 1974., 35-45.
- The Ancient Languages of the Balkans, 1-2, (Haag-Pariz, 1976.)
- Novi jezikoslovni ogledi, (Zagreb, 1984.)
- Sintaksa hrvatskoga književnog jezika, (Zagreb, 1986.)
- Dva tisućljeća pismene kulture na tlu Hrvatske, (társszerző: Slobodan Prosperov Novak, Zagreb 1987.)
- Uz početke hrvatskih početaka, (Split, 1993.)
- Na ishodištu, (Zagreb, 1994.)
- Illyricum mithologicum, (Zagreb, 1995.)
- Ein Ausblick auf die slawischsprachige Völkerwelt im Südosten, (Wien, 1996.)
- Litterarum studia: Književnost i naobrazba ranoga hrvatskog srednjovjekovlja, (Zagreb, 1998.)
- Na kroatističkim raskrižjima, (Zagreb, 1999.)
- Die Hauswirtin am Tor, (Frankfurt am Main, 2003.)
- Boristenu u pohode, (Zagreb, 2008.)
- Hrvatski jezik, (Zagreb, 2013.)
- Niz Tragovima svetih pjesama naše pretkršćanske starine (2008. – 2017.)
  - Božanski boj: Tragovima svetih pjesama naše pretkršćanske starine, (Zagreb, 2008.)
  - Zeleni lug: Tragovima svetih pjesama naše pretkršćanske starine, (Zagreb, 2010.)
  - Gazdarica na vratima: Tragovima svetih pjesama naše pretkršćanske starine, (Zagreb, 2011.)
  - Vilinska vrata: I dalje tragovima svetih pjesama naše pretkršćanske starine, (Zagreb, 2014.)
  - Naša stara vjera: Tragovima svetih pjesama naše pretkršćanske starine, (Zagreb, 2017.)

## Fordítás
Ez a szócikk részben vagy egészben  a   Radoslav Katičić című horvát Wikipédia-szócikk ezen változatának fordításán alapul.  Az eredeti cikk szerkesztőit annak laptörténete sorolja fel. Ez a jelzés csupán a megfogalmazás eredetét és a szerzői jogokat jelzi, nem szolgál a cikkben szereplő információk forrásmegjelöléseként.